# Ermitage Nuestra Señora del Val

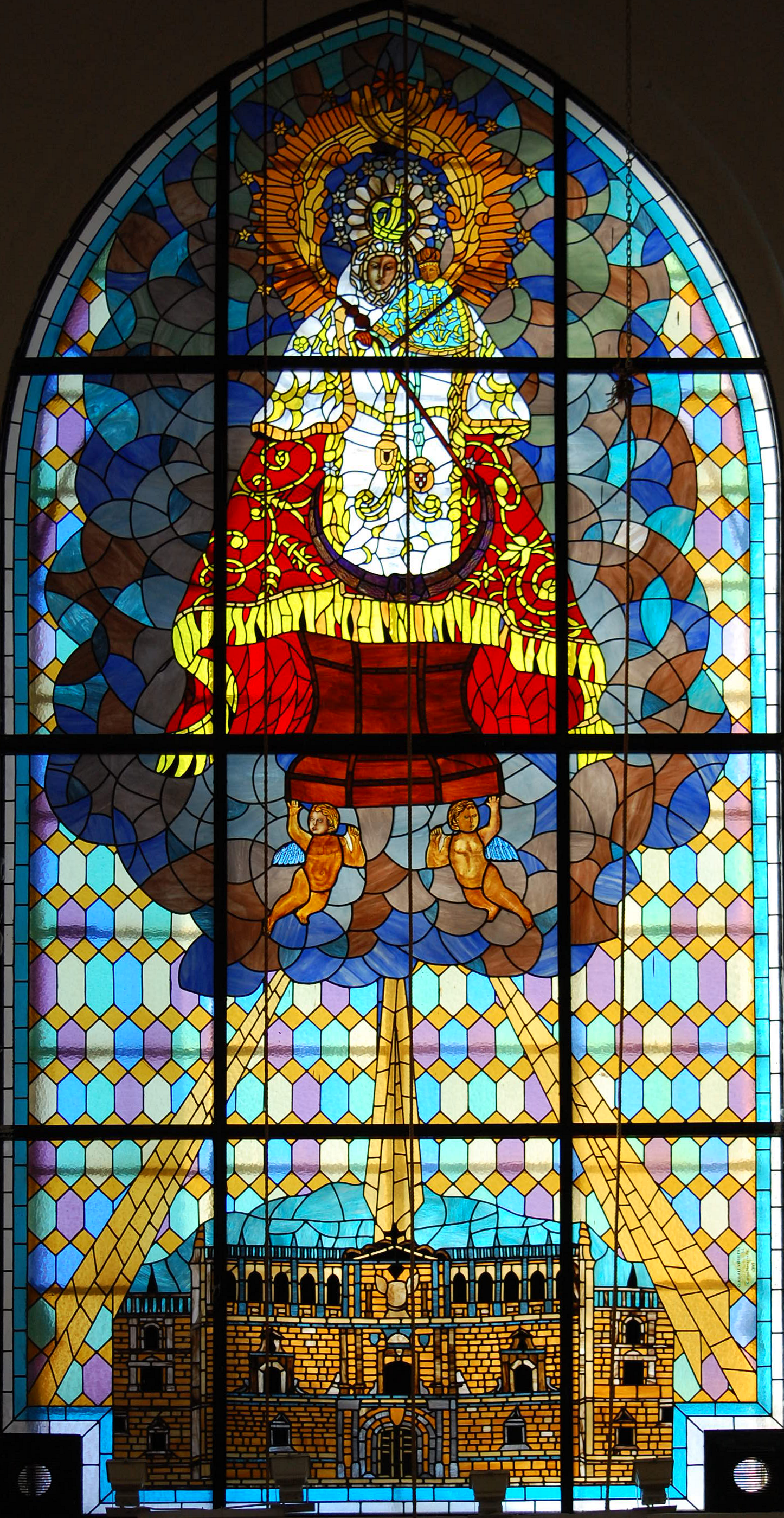
Vitrail de Carlos Manzanedo (1999) dédié à la Vierge d'El Val et à la façade du Colegio Mayor de San Ildefonso.

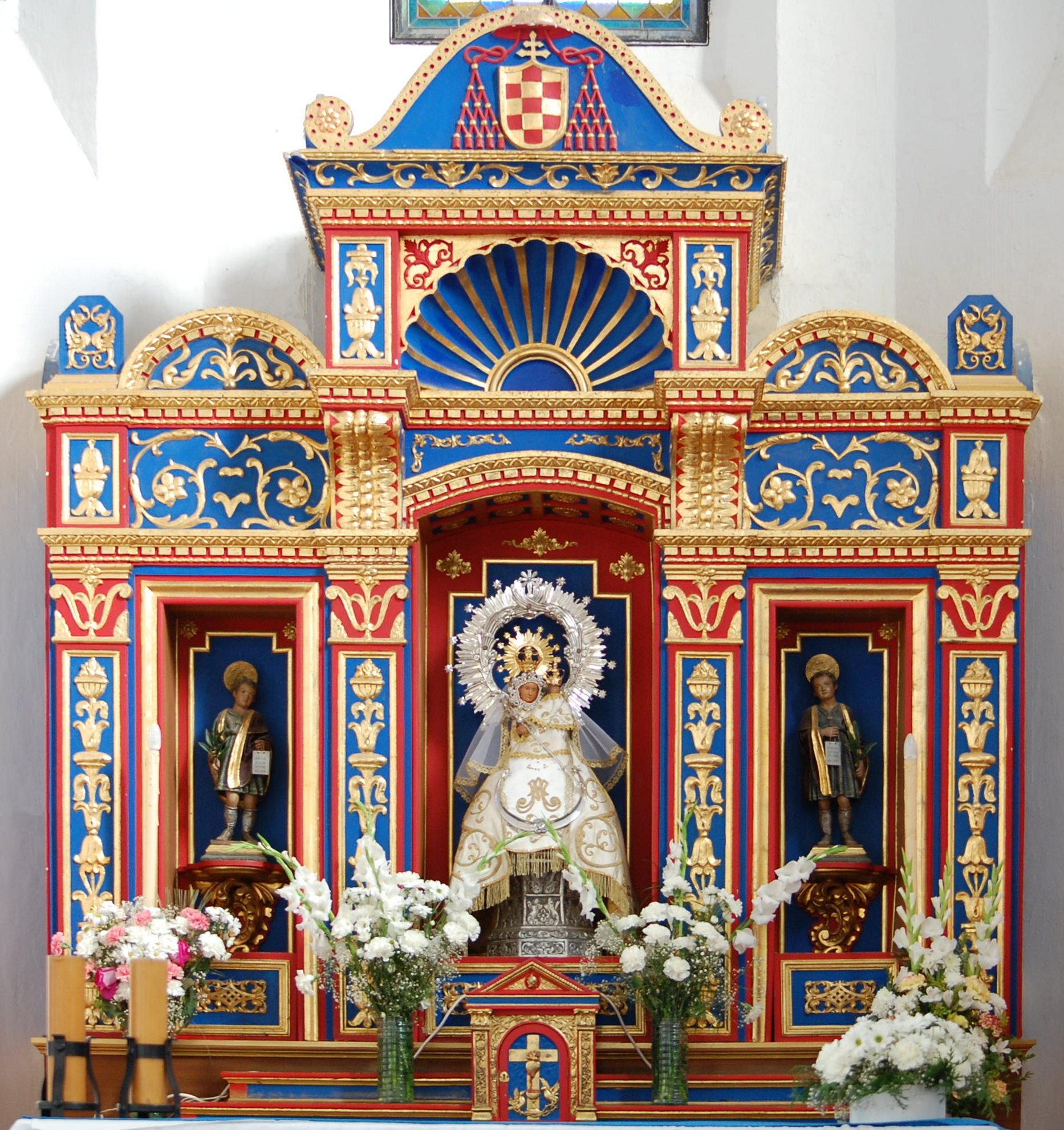
Retable reproduisant la chaire du paranymphe de l'université d'Alcalá.

L'ermitage Nuestra Señora del Val est une petite église chrétienne dédiée à la Vierge d'El Val, patronne de la commune d'Alcalá de Henares. Cet ermitage se situe à l'extrémité de l'avenue du même nom et a été construit pour honorer le miracle d'un berger sauvé après avoir risqué de se noyer dans la rivière Henares.

## Légendes

### Le miracle de l'eau
La légende mentionne que vers l'an 1184 un fermier d'Alcalá de Henares tombe dans la rivière Henares. Pendant qu'il était en train de se noyer, il demande une aide divine. C'est alors qu'apparaît la Vierge pour l'arracher du courant. Quelques mois plus tard sur le même lieu, une image de la Vierge est apparue avec l'Enfant Jésus, taillés dans de l'albâtre. Quand le fermier découvre la statue, il va la porter dans la maison de son maître pour protéger sa famille. Peu de temps après, la Vierge réapparait près de la rivière. Devant le nombre d'apparition de la Vierge sur à cet endroit, il est décidé de construire sur le lieu-même une chapelle.

### Les apparitions
Une fois l'ermitage construit près de la rivière, il y eut d'autres apparitions comme le 19 avril 1791 devant la porte du Colegio Mayor de San Ildefonso, ce qui a motivé la Real Academia de Teología de la nommer patronne de l'université d'Alcalá de Henares le 7 juin 1791.
Le 6 juillet 1808, une nouvelle apparition a lieu devant la porte de la cathédrale d'Alcalá de Henares.
L'image de la Vierge a fait procession en plusieurs occasions pour demander la pluie lors d'importantes sécheresses.

## Architecture
Nous ignorons l'apparence qu'a pu avoir le premier ermitage. Plus tard, en 1376, sur ordre de l'archevêque de Tolède, Pierre Tenorio, une autre église est édifiée sur l'emplacement du premier ermitage, mais cette fois dans un style gothique. L'ermitage est resté dans ce style jusqu'à la Guerre d'indépendance espagnole, où il fut pillé et incendié. En 1926, il est reconstruit dans un style néogothique et néo-mudéjar sur un projet initial de l'architecte municipal Martín Pastells y Papell et une conception définitive, plus modeste, d'un autre architecte municipal José de Azpiroz y Azpiroz. C'est cette dernière évolution architecturale qui est encore visible actuellement sur l'église.

### Extérieur
L'aspect extérieur est sobre avec l'absence d'ornements. À l'entrée, il y a un porche qui conserve les armoiries de Pierre Tenorio, et dans la partie supérieure un clocher avec deux cloches.
|                             |
| Vue générale de l'ermitage. |

|                                               |
| Vue de l'entrée de l'ermitage depuis le parc. |

### Intérieur
Il faut remarquer la présence d'un grand retable, une reproduction de la paranymphe par l'université d'Alcalá qui contient une copie de l'image taillée de la Vierge et de l'enfant.

## Annexe

#### Ouvrages
- (es) R. Alises et P. Bueno, De la aldea medieval a la ciudad actual, Alcalá de Henares, Ayuntamiento de Alcalá de Henares, 1993 (ISBN 84-87914-06-3, OCLC 767726371)
- (es) P. Ballesteros Torres, La Virgen del Val a finales del siglo XVIII, Puerta de Madrid, 1985
- (es) J. Chalud Gómez-Ramos, La Virgen del Val hace 100 años, Puerta de Madrid, 1984
- (es) L. M. Diego Pareja, La Virgen del Val entre la historia y la leyenda, Alcalá de Henares, BROCAR, 2003 (ISBN 84-87068-13-8)
- (es) J. Fernández Majolero, Historia de la Cofradía de Nuestra Señora del Val : Contribución al estudio de la religiosidad popular en Alcalá de Henares, Alcalá de Henares, Cofradía de la Virgen del Val, 2005 (ISBN 84-609-7014-0)
- (es) R. L. Kagan, Historia de la Santísima Virgen del Val. Alcalá, Alcalá de Henares, Cofradía de la Santísima Virgen del Val, 1984
- (es) A. Marchamalo Sánchez, Historia y arquitectura de la Iglesia Magistral de Alcalá de Henares, Alcalá de Henares, Institución de Estudios Complutenses, 2016
- (es) R. Sanz de Diego, La ermita del Val: algo de historia, bastante de tradición, y no poco de leyenda sobre la capilla de la Virgen Patrona de Alcalá de Henares, Alcalá de Henares, 1928

#### Article
- (es) B. Vaquero Chinarro et M. J. Rubio Fuentes, « Vestigios epigráficos y heráldicos en la capilla de Nuestra Señora del Val », Institución de Estudios Complutenses. Fundación Marqués de Santillana y Centro de Estudios Seguntinos, Alcalá de Henares,‎ 1992, p. 641-658